# Gazice
Gazice este o localitate din comuna Brežice, Slovenia, cu o populație de 102 locuitori.